# Tremella globispora
Tremella globispora es una especie de hongo del género Tremella, familia Tremellaceae, orden Tremellales. Fue descrita por D. A. Reid en 1970.
La carne de esta especie suele ser gelatinosa.

## Descripción
La superficie superior es tuberculada y ondulada. Posee hifas hialinas de 2-3 µm de diámetro.

## Distribución y hábitat
Se distribuye por América, Europa y Asia. Suele habitar robles (Quercus robur) y castaños (Castanea sativa).